# Mick Clavan
Mathijs „Mick” Clavan (ur. 11 marca 1929 w Hadze, zm. 11 lipca 1983 tamże) – piłkarz holenderski grający na pozycji pomocnika. W swojej karierze rozegrał 27 meczów i zdobył 7 bramek w reprezentacji Holandii.

## Kariera klubowa
W swojej karierze piłkarskiej Clavan grał w klubach z Hagi: ADO Den Haag (1947–1963), SHS Den Haag (1963–1964) i Holland Sport (1964–1965).

## Kariera reprezentacyjna
W reprezentacji Holandii Clavan zadebiutował 26 maja 1948 roku w wygranym 2:1 towarzyskim meczu z Norwegią, rozegranym w Oslo. W debiucie zdobył gola. W 1948 roku był w kadrze Holandii na igrzyska olimpijskie w Londynie, a w 1952 roku został powołany do kadry na igrzyska olimpijskie w Helsinkach. Od 1948 do 1965 roku rozegrał w kadrze narodowej 27 meczów i strzelił 7 goli.